# Michael Antonín z Althannu
Michael Antonín Ignác hrabě z Althannu (Michael Anton Ignaz Reichsgraf von Althann, Freiherr auf def Goldburg zu Murstetten) (3. července 1716 – 1. května 1774) byl rakouský šlechtic a vojevůdce. Od mládí sloužil v armádě a zúčastnil se dynastických válek první poloviny 18. století, v rakouské armádě dosáhl hodnosti generála jezdectva. Vlastnil rozsáhlé statky na jižní Moravě (Vranov nad Dyjí, Jaroslavice), kde se po odchodu z aktivní vojenské služby trvale usadil.

## Životopis

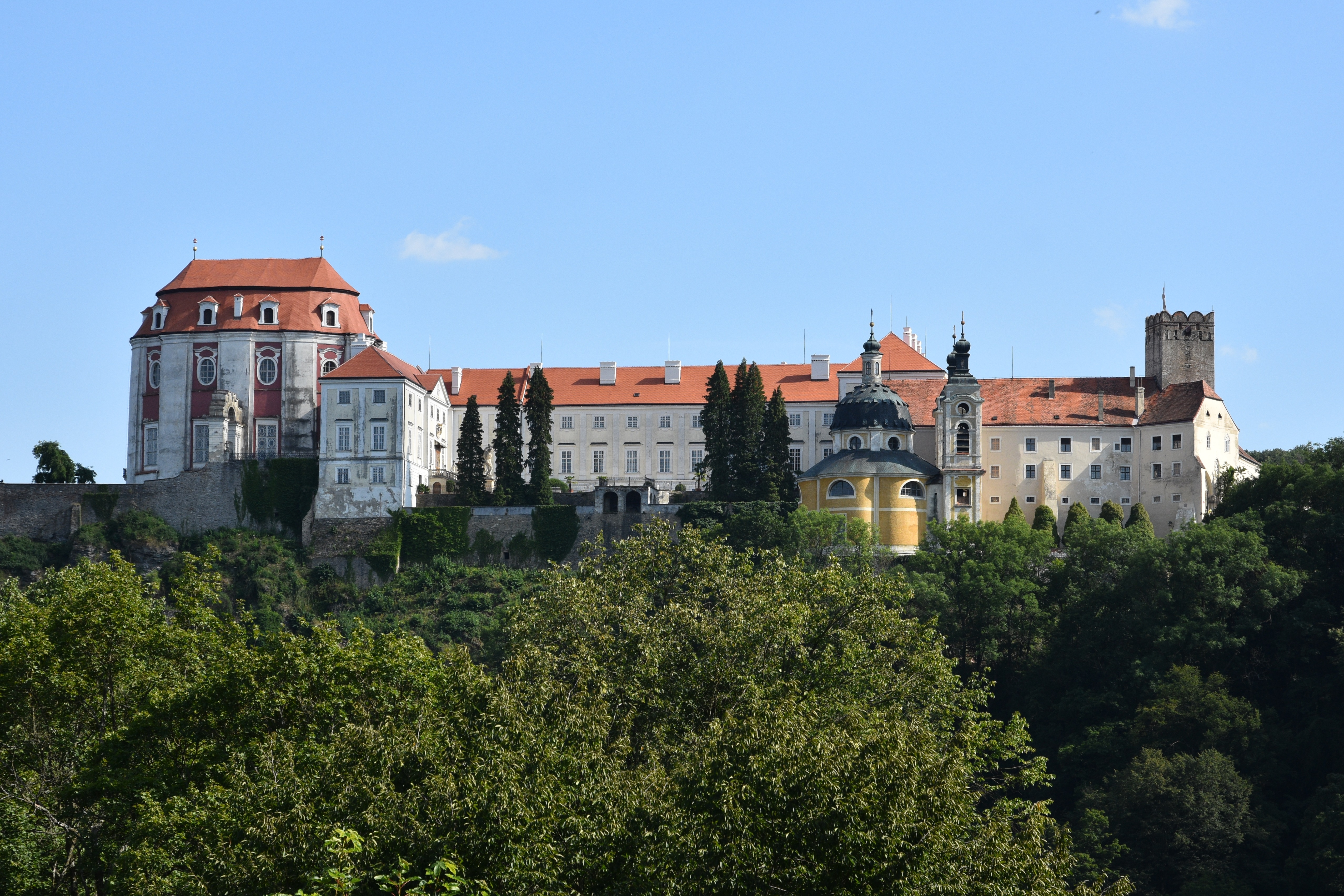
Zámek Vranov nad Dyjí, hlavní sídlo Michaela Antonína Althanna

Pocházel ze starého šlechtického rodu Althannů, patřil k vranovské větvi. Od dětství patřil k elitě císařského dvora, protože jeho otec Michael Jan III. (1679–1722) a matka Marie Anna, rozená markýza Pignatelliová (1689–1755), patřili k oblíbencům Karla VI. Po předčasné otcově smrti převzal výchovu a poručnictví nad Michaelem Antonínem osobně císař Karel VI. Ten zároveň prosadil zneplatnění závěti Michaela Jana II. Althanna (1643–1702) a převodu vlastnictví Vranova nad Dyjí a Jaroslavic do majetku malého Michaela Antonína (do té doby užíval obě panství jeho strýc Michael Heřman Josef z Althannu). Michael Antonín byl předurčen k vojenské kariéře, do vojska vstoupil v hodnosti rytmistra. Za války o rakouské dědictví byl povýšen na generálního polního vachtmistra a během sedmileté války dosáhl hodnosti polního podmaršála (1757). Již o rok později odešel do výslužby, při té příležitosti byl povýšen do čestné hodnosti generála jezdectva a byl jmenován tajným radou, od mládí byl též císařským komořím. Spolu se svými staršími bratry získal v roce 1734 nárok na titul Hoch- und Wohlgeboren (vysoce urozený).
Po dosažení zletilosti převzal správu jihomoravských panství Vranov nad Dyjí a Jaroslavice (1737), kromě toho mu patřil palác ve Vídni a dva domy ve Znojmě, hodnota majetku činila přibližně jeden milión zlatých. V té době ale sloužil v armádě a vranovský zámek přenechal k doživotnímu užívání své matce. Po její smrti (1755) osobně převzal správu majetku a krátce poté po odchodu z armády se zámek Vranov stal jeho hlavním sídlem. Na svých panstvích s ohledem na lovecké zájmy vysazoval nové lesy, budoval obory a rozšiřoval chov zvěře. Nechal také stavět hostince a mlýny, mimo jiné též dotoval opravy kostelů na svých statcích. Neuváženým hospodařením majetek značně zatížil dluhy. Jako rytíř Maltézského řádu zůstal svobodný a bez potomstva, pohřben je v rodové hrobce ve Vranově nad Dyjí. Majetek na Moravě po něm zdědil synovec Michael Josef Althann (1756–1800).
Jeho starší bratr Michael Jan IV. z Althannu (1710–1778) působil ve státních službách, stal se rytířem Řádu zlatého rouna a vlastnil statky v Chorvatsku a v Čechách. Jejich strýc Michael Heřman Josef z Althannu (1671–1736), který do roku 1722 užíval panství Vranov a Jaroslavice, zastával na Moravě dlouhodobě funkci nejvyššího zemského komořího.